# Diplectrum pacificum
Diplectrum pacificum är en fiskart som beskrevs av Meek och Hildebrand 1925. Diplectrum pacificum ingår i släktet Diplectrum och familjen havsabborrfiskar. IUCN kategoriserar arten globalt som livskraftig. Inga underarter finns listade i Catalogue of Life.